# Jindřich III. Brabantský
Jindřich III. Brabantský (vlámsky Hendrik III van Brabant, 1230? – 28. února 1261, Lovaň) byl brabantský a dolnolotrinský vévoda, hrabě z Lovaně a říšský vikář.

## Život
Narodil se jako syn Jindřicha II. Brabantského a Marie, dcery římského krále Filipa Švábského. Sporné území Dolního Lotrinska mu bylo přiděleno králem Alfonsem X. Kastilským. Alfons jej také jmenoval říšským vikářem a postoupil mu své nároky na Svatou říši římskou.
V roce 1251 se Jindřich oženil s Adélou, dcerou Huga IV. Burgundského. Spolu měli čtyři děti a vévoda měl také dva nemanželské syny (Jan Lyngwood, Jiljí).
Jindřich měl také básnického ducha, je autorem několik skladeb, mezi nimi např. "Amors m'est u cuer entree" a "Se kascuns del monde savoit".

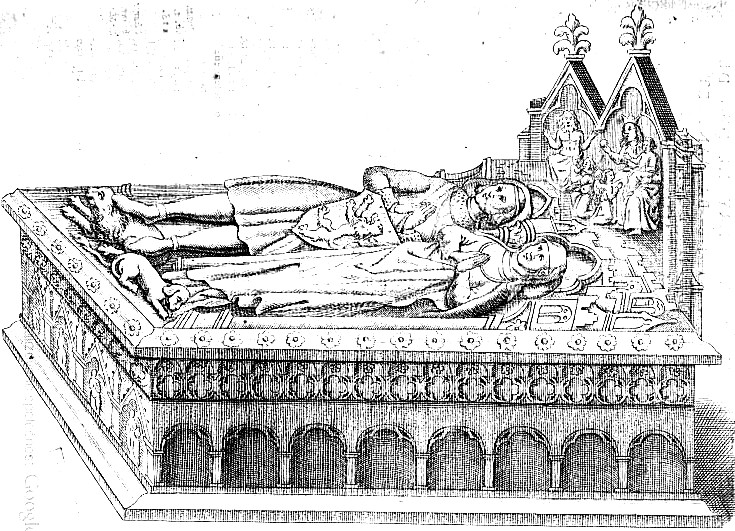
Náhrobek Jindřicha III., vévody Brabantského a jeho manželky Adély Burgundské v domikánském kostele v Lovani.

Zemřel roku 1261 a byl pohřben ve vévodské kapli dominikánského kostela Panny Marie v Lovani spolu se svou ženou. Dochovaný náhrobek byl během staletí poničen.